# Douwe Mout van der Meer
Douwe Mout van der Meer (1705-1775) est célèbre pour son rhinocéros nommé Clara qu'il exhibait dans différents pays d'Europe.

## Un capitaine au long cours

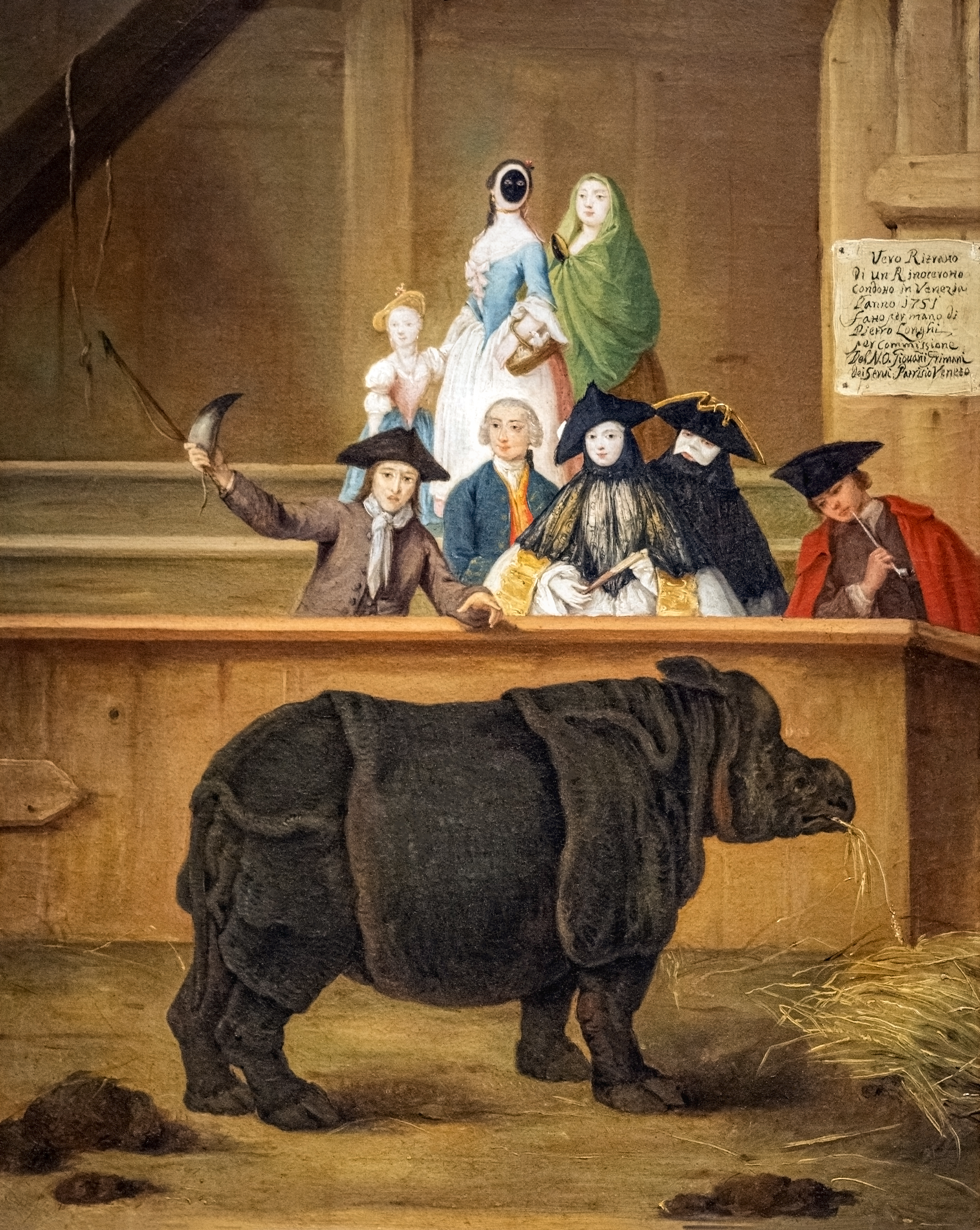
Clara par Pietro Longhi
Ca' Rezzonico.

Il est né en Hollande le 12 avril 1705 dans une famille de marins. Son père, comme son grand-père et ses oncles maternels, avaient commandé des navires marchands. Lui-même embrassa d'abord une carrière de marin et devient capitaine au long cours pour la Compagnie néerlandaise des Indes orientales (la VOC). En 1740 il commande le Knappenhof de retour des Indes, en 1742-1744 il commande le Goidschalxoord entre la Hollande, les Indes et les Îles de la Sonde.

## En tournée avec Clara le rhinocéros

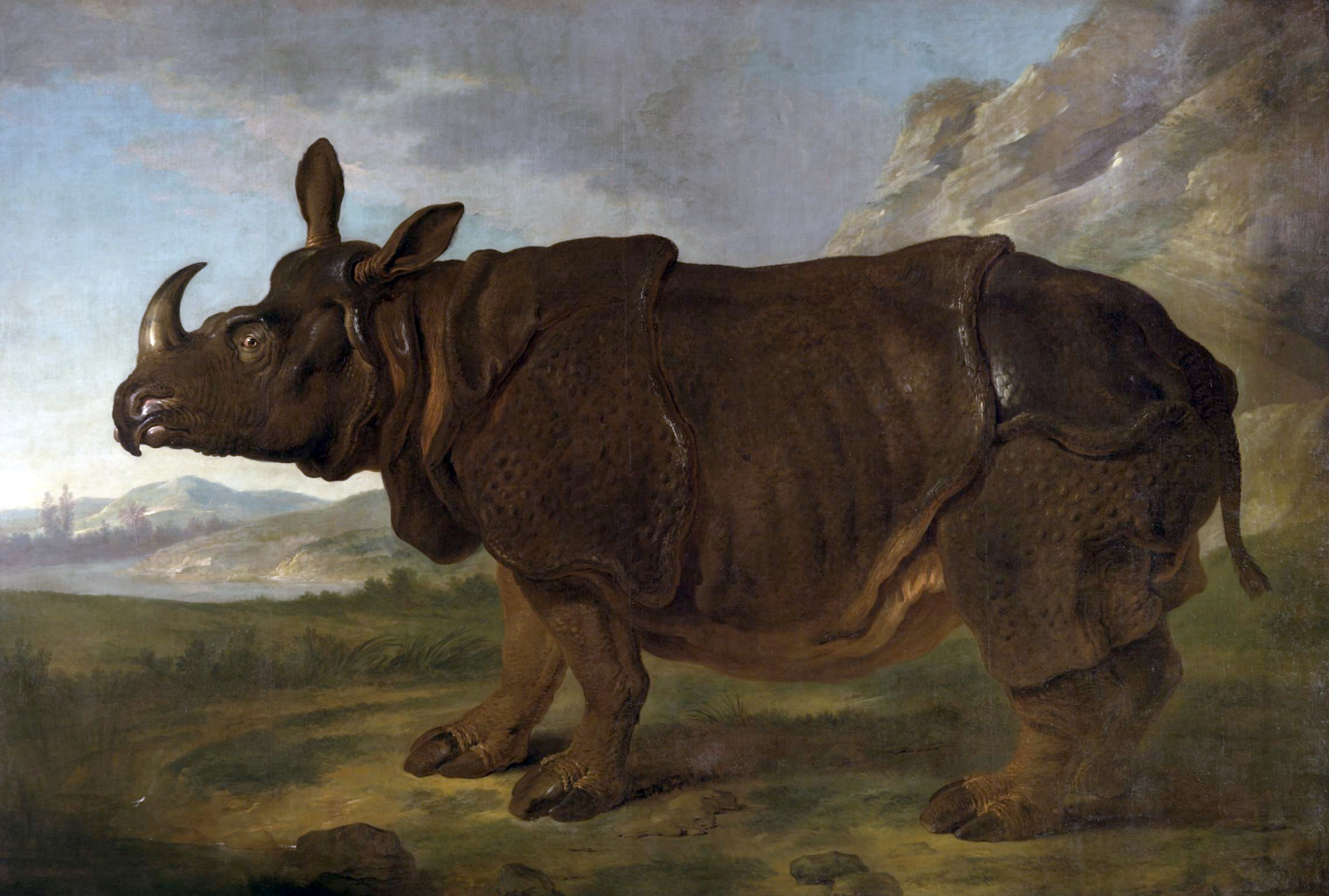
Clara par Oudry.

En 1744 il quitte la VOC et entame une nouvelle carrière d'entrepreneur de spectacles, pour exhiber dans toute l'Europe un rhinocéros indien femelle, Clara, qu'il avait ramené du Bengale en 1741. S'inspirant des exhibitions payantes de rhinocéros qui avaient été organisées à Londres en 1684 et en 1739, encouragé par le succès qu'avait rencontré Clara en Hollande et à Bruxelles en 1743, il fait construire un véhicule adapté pour le transport de l'animal, monte une petite troupe et entreprend de 1746 à 1758 une vaste tournée d'abord dans l'Europe allemande, puis en France et en Italie, avant de revenir en Europe centrale et de finir par l'Angleterre.

## La «Rhinomania» auXVIIIesiècle
Le succès populaire rencontré par ses exhibitions dans les foires tourna au véritable phénomène de société à l'échelle européenne quand les rois, les princes, les philosophes se mirent à manifester eux aussi leur intérêt pour le rhinocéros. À Berlin en 1746 le roi Frédéric II de Prusse avec sa cour se fit présenter la bête ; à Vienne il fit se déplacer l'impératrice Marie-Thérèse d'Autriche avec toute la famille impériale. Les princes allemands ne furent pas en reste : en 1747, à Dresde, ce fut Auguste III, électeur de Saxe et roi de Pologne ; à Cassel il fut l'hôte de Frédéric, landgrave de Hesse ; à Mannheim le rhinocéros exhibé à l'Auberge du Paon reçut la visite de Carl-Theodor, électeur palatin, et de sa famille. En 1749 Louis XV l'accueillit à la Ménagerie royale de Versailles, avant son exhibition à Paris à la Foire Saint-Germain (où il reçut également la visite de Buffon et de Giacomo Casanova). 

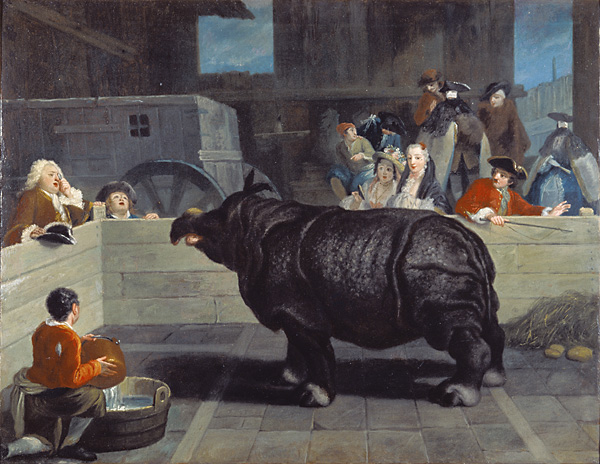
Clara par Pietro Longhi ou son atelier.

Douwe Mout faisait payer les entrées à différents tarifs, en fonction de la place mais aussi du rang social des visiteurs. Il commercialisait aussi des produits dérivés : affiches illustrées annonçant le passage du spectacle en ville, gravures en plusieurs formats représentant le rhinocéros, médailles-souvenir en argent, en bronze ou en zinc, même de l'urine du rhinocéros mise en flacons et censée avoir des vertus pharmaceutiques. Son rhinocéros devint une vedette européenne, posa pour des artistes tels que le graveur néerlandais Jan Wandelaar, le dessinateur allemand Johann Elias Ridinger, le peintre français Jean-Baptiste Oudry et le peintre vénitien Pietro Longhi. 
La dernière exhibition eut lieu à Londres en 1758, où Clara le rhinocéros mourut le 14 avril. On ignore ce que Douwe Mout devint après cette date.